# ميليسا باسيلار
ميليسا باسيلار (بالإنجليزية: Melissa Bacelar)‏ هي ممثلة أمريكية. ولدت في 11 من مايو سنة 1979 بـ بيسكاتاواي، نيو جيرسي، الولايات المتحدة.

## روابط خارجية
- ميليسا باسيلار على موقع IMDb (الإنجليزية)
- ميليسا باسيلار على موقع ألو سيني (الفرنسية)
- ميليسا باسيلار على موقع أول موفي (الإنجليزية)
- ميليسا باسيلار على موقع قاعدة بيانات الفيلم (الإنجليزية)
- ميليسا باسيلار على موقع كينوبويسك (الروسية)